# Matthew Modine
Matthew Avery Modine (født 22. marts 1959 i Loma Linda, Californien, USA) er amerikansk filmskuespiller.
Han debuterede i 1983, og fik opmærksomhed for sin rolle i Robert Altmans Streamers (Sandhedens time, 1983). Han fik et stort gennembrud med den ene hovedrolle i biografsuccesen Birdy (1984), og var den rapkæftede marineinfanterist i Stanley Kubricks dystre krigsfilm Full Metal Jacket (1987). Han havde også roller i Married to the Mob (Gift med mafiaen, 1988), krigsfilmen Memphis Belle (1990) og Robert Altmans Short Cuts (1993).